# Girvan
Girvan  (Gaélico escocés: Inbhir Gharbhain) es una localidad de Escocia, situada en la costa oeste del país, en South Ayrshire. Cuenta con una población de 6.700 habitantes. Se encuentra a 34 kilómetros al sur de Ayr, capital del concejo.